# Belső ellenállás
A belső ellenállás a különféle áramforrások és valódi áramköri egységek jellemző adata. Ez a mennyiség határozza meg, hogy milyen mértékben terhelhető egy áramforrás, illetve egy-egy eszköz.

## Oka
A belső ellenállásnak meghatározott, az áramköri elemtől függő okai vannak. Általában azonban arra vezethető vissza, hogy valós helyzetben minden esetben fellép valamilyen szintű energiadisszipáció, ami a mező energiáját csökkenti, illetve ennek megfelelően feszültségesésként észlelhető.

### Mérőműszerek
A mérőműszerek ellenállása egyszerűen abból a tényből ered, hogy a méréshez be kell avatkoznunk a rendszerbe, az elektromos áram egy részének a műszeren mindenképpen át kell folynia, hogy méréseket végezhessünk rajta. Ez a rész a műszerben adja le energiáját, tulajdonképpen a mérés ennek mérésével valósul meg.

#### Feszültségmérő
A feszültségmérők tipikusan a rajtuk átfolyó áram erősségének mérésével a belső ellenállásukból határozzák meg a feszültségértéket. Éppen ezért, bár az ideális feszültségmérő ellenállása végtelen, a valós műszereknek csak igen nagy, általában MΩ nagyságrendű, ami a jellemző áramköri ellenállásokat általában több nagyságrenddel meghaladja, így a mérés során a mérési hiba elenyésző.
Mint látható, a feszültségmérők esetén a belső ellenállás ismerete a mérés folyamatának központi részét képezi. Ugyanezt kell figyelembe venni a méréshatár kiterjesztésénél is.

#### Áramerősség-mérő
A legtöbb áramerősség-mérő egy tekercsen áthaladó elektromos áram által létrehozott mágneses mező erősségét méri. A tekercsnek egyenáram esetén a hosszából, váltakozó áram esetén a hosszából és az induktivitásából származó ellenállása van. Ezeket igyekszenek minél kisebb értéken tartani, hogy a műszer az áramkör paramétereit ne zavarja jelentősen.
A belső ellenállás értéke a méréshatár kiterjesztése szempontjából is jelentős, ezért értéke mindenképpen jelentős paraméter.

### Galvánelemek
Maga a galvánelem két elektródból, az elektródokat körülvevő elektrolitból és az elektrolitokat elválasztó testből (diafragma, sóhíd) áll. Az elektrolitokban az ionok vándorlása hozza létre azt a mezőt, ami a cella két sarkát áramkörbe kapcsolva a kör áramát okozza. Mivel az ionok mozgási sebessége véges, a cella elektrolitja maga viselkedik ellenállásként a körben. Ennek megfelelően a belső ellenállás az áramforrástól el nem választható, vele egy egységet képező elem.

### Egyéb részegységek
Az egyes áramköri elemek külön-külön rendelkeznek saját ellenállással, ez a fizikai szerkezetükből fakad. Ennek értéke az elhanyagolhatótól (vezetékek) a jelentősig terjedhet. Magát az ellenállást az ideálisnak tekintett eszköz előtt, vele sorba kapcsolva vehetjük fel az áramkörben, az elem és az ő ellenállása között elágazás, illetve más egyéb elem nem lehet.

## Mérése
Általában kétféle módszerrel szokás belső ellenállást mérni - vagy nullponti módszerrel, amikor is egy olyan állapotot igyekszünk megtalálni, amikor a mérendő eszközön nem folyik áram, vagy pedig valamilyen (általában lineáris) függvényt határozunk meg, aminek valamely paramétere lesz az ellenállás.

### Áramerősség-mérő belső ellenállása
A belső ellenálláson is esik feszültség, ezért különböző ellenállásokon mérve az áthaladó áramot (amit a műszer direktben ad), illetve az összes eső feszültséget, a kettő lineáris függvényt ad, aminek a tengelymetszetéből meghatározható az eszköz belső ellenállása.
Lényeges, hogy a műszer terhelés nélkül nem használható, mivel az aránylag kicsi ellenállása miatt rövidzárként viselkedik.[forrás?]

### Feszültségmérő belső ellenállása
A mérés hasonlóan történik, mint az áramerősség-mérő esetén. A nagy belső ellenállás miatt azonban megoldható a pontmérés is, ugyanis ismert belső ellenállású és elektromotoros erejű galvánelemnél a mért feszültség, amit a műszer szolgáltat, tartalmazza mindkét ellenállást, így a mérés során használt lineáris függvény két paramétere közül az egyik ismert. A pontos mérésekhez ez általában nem elegendő, de nagyságrendi becslésként ezekhez használható.

### Galvánelem esetén

Galvánelem belső ellenállásának mérése

A cella belső ellenállása mérésekkel megállapítható. Bármilyen {\displaystyle R_{k}} külső ellenálláson {\displaystyle U_{k}} feszültség esik, azaz az áramerősség {\displaystyle I={\frac {U_{k}}{R_{k}}}}. Az áramkör teljes ellenállása az eredő külső és a vele sorba kapcsolt belső ellenállásból származik, ebből a folyó áram:
{\displaystyle I={\frac {E_{\text{MF}}}{R_{k}+R_{b}}}}.
Ez az áram folyik a külső ellenálláson is, ezért
{\displaystyle {\frac {E_{\text{MF}}}{R_{k}+R_{b}}}={\frac {U_{k}}{R_{k}}}}, amit átrendezve kapjuk
{\displaystyle U_{k}=E_{\text{MF}}-R_{b}{\frac {U_{k}}{R_{k}}}}.
Ez szemmel láthatóan egy egyenes képe, ha az {\displaystyle {\frac {U_{k}}{R_{k}}}} törtet mint független változót kezeljük. A mérés során tehát meghatározott ellenállásértékeket a galváncellára kötve feszültséget mérünk, majd a kapott adatokat grafikonon ábrázolva a kapott egyenes paraméterei a cella paraméterei lesznek egyben. Egészen pontosan az egyenes meredeksége lesz a belső ellenállás ellentettje, a tengelymetszet pedig az elektromotoros erő, aminek a standardpotenciál meghatározásánál vesszük hasznát.

## Kapcsolódó oldalak
- Akkumulátor
- Galvánelem
- Ellenállás
- Szigetelő